# Выборы в Доминике
Выборы в Доминике проводятся с 1832 года. Парламентские выборы проходят каждые пять лет для избрания членов парламента Доминики — Палаты собраний.

## Описание
Доминика избирает законодательный орган Палату собраний в ходе общенациональных парламентских выборов. Палата собрания состоит из 32 членов, в которые входят 21 представитель, избираемые на пятилетний срок по одномандатным округам, 9 назначенных сенаторов, спикер парламента (если до избрания он не был членом палаты) и 1 член ex officio — генеральный прокурор. Глава государства — президент — избирается Палатой собрания в ходе непрямых выборов. Избранные депутаты решают, будут ли сенаторы избираться или назначаться. В случае назначения пять избираются президентом по рекомендации премьер-министра, а четыре — по рекомендации лидера Оппозиции. В противном случае сенаторы избираются в ходе голосования представителями Палаты.
Законодательная власть в Доминике принадлежит Палате собрания, которая обладает правом вносить изменения в Конституцию, решать вопросы налогообложения и госдолга с санкции премьер-министра. Парламент также может выносить импичмент президенту двумя третями голосов.
В 2000-х годах в Доминике сложилась двухпартийная система, то есть две основные политические партии доминируют в политической жизни страны и чрезвычайно сложно добиться успеха на выборах под эгидой любой другой партии. Ранее в Доминике была трёхпартийная система до тех пор, пока Доминикская лейбористская партия и сильно ослабленная Партия свободы Доминики не сформировали коалиционное правительство. На выборах 2005 и 2009 годах Партия свободы не смогла получить ни одного места на двух выборах подряд, в результате чего Объединённая рабочая партия стала единственной оппозицией лейбористам.